# ماکسیم برنیه
ماکسیم برنیه (انگلیسی: Maxime Bernier؛ زادهٔ ۱۸ ژانویهٔ ۱۹۶۳) وکیل، دیپلمات و سیاستمدار اهل کانادا است. برنیه نماینده مجلس کانادا از کبک است و سابقه فعالیت به عنوان وزیر امورخارجه کانادا را در کارنامه خود دارد. برنیه همچنین بنیان‌گذار و رهبر حزب مردم کانادا می‌باشد.